# Chathamski otoci
Chathamski otoci (engleski: Chatham Islands, moriorski: Rēkohu, maorski: Wharekauri), otočje i posjed Novog Zelanda u Tihom oceanu, obuhvaćaju 793.87 km2. Nalaze se 680 km istočno od najbliže točke glavnih novozelandskih otoka i čini ih oko deset otoka u promjeru od 40 km. Najviši vrh je Maungatere (294 m). Najveći otoci su Chatham, Pitt i Rangatira. Na moriorskom jeziku njihovo ime znači „maglovito sunce“. Službeno pripadaju Novom Zelandu od 1842. godine. Godine 1966. na njima je živjelo 520 ljudi. Prema popisu stanovništva 2021. na otocima živi 780 ljudi. Upravno središte je luka Waitangi (oko 200 stanovnika) na zapadnom dijelu otoka Chatham, a stanovništvo se pretežno bavi ovčarstvom i ribarstvom. Na otoke se za 1,5 do 2 sata leta stiže iz Christchurcha, a letovi postoje i iz Aucklanda i Wellingtona. Brodom koji nije uvijek dostupan može se doći nakon dva dana plovidbe.

## Povijest
Prvi stanovnici otoka bili su lovci-sakupljači čija je hrana bila isključivo morskog podrijetla, narod Moriori. William R. Broughton je 17. studenog 1791. godine stupio na tlo otoka koje je nazvao po svom brodu HMS Chatham i proglasio ih posjedom Velike Britanije. Otoci su postali središte djelatnosti kitolovaca, pa je od zaraznih bolesti zbog kontakta s Europljanima i Maorima umrlo 10% do 20% moriorskog stanovništva. Britanci su 1835. raselili Maore Ngāti Mutunga i Ngāti Tama iz regije Taranaki na Sjevernom otoku. Brigantin Lord Rodney, otet od Britanaca, stigao je 19. studenog spomenute godine na Chathamske otoke. Na njemu je bilo 500 Maora naoružanih puškama i sjekirama sa zalihama od 78 tona krumpira. Nakon toga 5. prosinca uslijedio je još jedan brod iz kojeg se iskrcalo 400 Maora. Maori, poznati kao okrutni ratnici i kanibali, izvršili su pravi genocid nad miroljubivim golorukim Moriorima. Obredno su ubili oko 10% stanovništva, nabijajući na kolac muškarce, žene i djecu bez razlike i ostavljajući ih na plažama danima umirati u velikim bolovima. Jeli su moriorska trupla i tjerali Moriore mokriti po svojim svetištima. Zabranili su im rabiti svoj jezik i međusobno se vjenčati, čime su se pobrinuli da izumru. Samo 101 Morior ostao je na otocima 1862. godine. Posljednji govornik moriorskog jezika bio je Hirawanu Tapu, koji je preminuo u svibnju 1900., a posljednji čistokrvni pripadnik naroda Tommy Solomon umro je 1933. godine.